# Diloba capnodes
Diloba capnodes là một loài bướm đêm trong họ Noctuidae.